# Lanike
Lanike (altgriechisch Λανίκη; * kurz nach 380 v. Chr.; † nach 350 v. Chr.) war die Amme des makedonischen Königs Alexander des Großen.
Lanike entstammte dem makedonischen Adel und war die Tochter des Dropidas. Die Königin Olympias bestellte sie zur Amme ihres kleinen, 356 v. Chr. geborenen Sohns Alexander. Lanike blieb bis zu dessen sechstem Lebensjahr im Königspalast in der makedonischen Hauptstadt Pella. Ihr Bruder war Kleitos der Schwarze, der Alexanders erster Jugendfreund war, später aber von ihm im Zorn getötet wurde, was Alexander sehr bereute. Möglicherweise war Lanike mit einem Andronikos verheiratet. Sie hatte mindestens drei Söhne, den als berühmten Trinker bekannten Proteas und zwei Söhne unbekannten Namens, die 334 v. Chr. in den Kämpfen bei Milet umkamen.
Im Alexanderroman ist Lanikes Name in verschiedenen verderbten Formen wie Lekane und Alacrinis überliefert.